# Карате на Європейських іграх 2023 — понад 68 кг (жінки)
Змагання з карате у ваговій категорії понад 68 кг серед жінок на Європейських іграх 2023 року відбулися 23 червня 2023 року в польському місті Бельсько-Бяла, на «Арені Бельсько-Бяла». Участь взяли 8 спортсменів з 8 країн.

## Призери
| Золото             | Срібло               | Бронза                                    |
| Йоганна Кнір (GER) | Кліо Ферракуті (ITA) | Кіріакі Кідонакі (GRE) Марія Торрес (ESP) |

## Турнір

### Груповий етап

#### Група А
| Спортсменка          | Поєд. | Пер. | Н | Пор. | О | Р    | Кваліфікація       |
| -------------------- | ----- | ---- | - | ---- | - | ---- | ------------------ |
| Кліо Ферракуті (ITA) | 3     | 2    | 0 | 1    | 6 | 10–6 | Пройшла у півфінал |
| Марія Торрес (ESP)   | 3     | 2    | 0 | 1    | 6 | 8–7  | Пройшла у півфінал |
| Луція Лесяк (CRO)    | 3     | 2    | 0 | 1    | 6 | 6–3  |                    |
| Фаріда Алієва (AZE)  | 3     | 0    | 0 | 3    | 0 | 4–12 |                    |

|             | Італія | Іспанія | Хорватія | Азербайджан |
| ----------- | ------ | ------- | -------- | ----------- |
| Італія      | —      | 5–2     | 1–2      | 4–2         |
| Іспанія     | 2–5    | —       | 2–0      | 4–2         |
| Хорватія    | 2–1    | 0–2     | —        | 4–0         |
| Азербайджан | 2–4    | 2–4     | 0–4      | —           |

#### Група B
| Спортсменка            | Поєд. | Пер. | Н | Пор. | О | Р    | Кваліфікація       |
| ---------------------- | ----- | ---- | - | ---- | - | ---- | ------------------ |
| Йоганна Кнір (GER)     | 3     | 3    | 0 | 0    | 9 | 10–2 | Пройшла у півфінал |
| Кіріакі Кідонакі (GRE) | 3     | 2    | 0 | 1    | 6 | 10–5 | Пройшла у півфінал |
| Тітта Кейнянен (FIN)   | 3     | 1    | 0 | 2    | 3 | 3–4  |                    |
| Юлія Данішевська (POL) | 3     | 0    | 0 | 3    | 0 | 3–15 |                    |

|           | Німеччина | Греція | Фінляндія | Польща |
| --------- | --------- | ------ | --------- | ------ |
| Німеччина | —         | 4–2    | 1–0       | 5–0    |
| Греція    | 2–4       | —      | 1–0       | 7–1    |
| Фінляндія | 0–1       | 0–1    | —         | 3–2    |
| Польща    | 0–5       | 1–7    | 2–3       | —      |

### Фінальна стадія
|  | Півфінали              | Півфінали          |                      |   | Фінал | Фінал |
|  |                        |                    |                      |   |       |       |
|  |                        |                    |                      |   |       |       |
|  |                        |                    |                      |   |       |       |
|  | Кліо Ферракуті (ITA)   | 3                  |                      |   |       |       |
|  | Кліо Ферракуті (ITA)   | 3                  |                      |   |       |       |
|  | Кіріакі Кідонакі (GRE) | 2                  |                      |   |       |       |
|  | Кіріакі Кідонакі (GRE) | 2                  | Кліо Ферракуті (ITA) | 5 |       |       |
|  |                        |                    | Кліо Ферракуті (ITA) | 5 |       |       |
|  |                        | Йоганна Кнір (GER) | 5                    |   |       |       |
|  | Йоганна Кнір (GER)     | Йоганна Кнір (GER) | 5                    | 7 |       |       |
|  | Йоганна Кнір (GER)     |                    |                      | 7 |       |       |
|  | Марія Торрес (ESP)     | 2                  |                      |   |       |       |
|  | Марія Торрес (ESP)     | 2                  |                      |   |       |       |